# Silvia de Dios
Silvia de Dios (9. veljače 1966. – Bogotá, Kolumbija) kolumbijska je glumica.

## Filmografija
- Los Victorinos kao Angela de Gallardo (2009.)
- Verano en Venecia kao Roselia Romero (2009.)
- Pura sangre kao Susana Suescún de Lagos (2007.)
- La hija del mariachi kao Nora de Macias (2006.)
- Al final del espectro kao Tulipánova majka (2006.)
- Amores de marcado kao Fanny (2006.)
- Por amor a Gloria kao Sol Amaya (2005.)
- Te voy a enseñar a querer kao Empera Angeles Vivas (2004.)
- Maria madrugada kao Silvia de Echeverry (2002.)
- Padres e hijos kao Helena Sanchez (2000. – 2002.)
- Traga Maluca kao Perla Conde (2000.)
- Mardio i mujer  kao Aura Cristina Hiller (1999.)
- El amor es más fuerte kao Alejandra (1998.)
- La sombra del deseo (1996.)
- Sueños y espejos (1994.)
- Café con aroma de mujer  kao Lucrecia de Vallejo Sáenz (1993.)
- De pies a Cabeza kao Lucía (1993.)
- Música, maestro (1990.)
- Caballo viejo kao Nora (1988.)

## Vanjske poveznice
- Silvia De Dios en ColArte  Arhivirana inačica izvorne stranice od 4. ožujka 2016. (Wayback Machine)